# Art-sur-Meurthe
Art-sur-Meurthe är en kommun i departementet Meurthe-et-Moselle i regionen Grand Est (tidigare regionen Lorraine) i nordöstra Frankrike. Kommunen ligger i kantonen Tomblaine som tillhör arrondissementet Nancy. År 2022 hade Art-sur-Meurthe 1 696 invånare.

## Befolkningsutveckling
Antalet invånare i kommunen Art-sur-Meurthe
| Referens: INSEE |